# Steuben (Adelsgeschlecht)

Stammwappen derer von Steuben

Steuben ist der Name eines alten mitteldeutschen Adelsgeschlechts. Die Herren von Steuben gehören zum Uradel im Mansfelder Land. Zweige der Familie bestehen bis heute.

## Geschichte

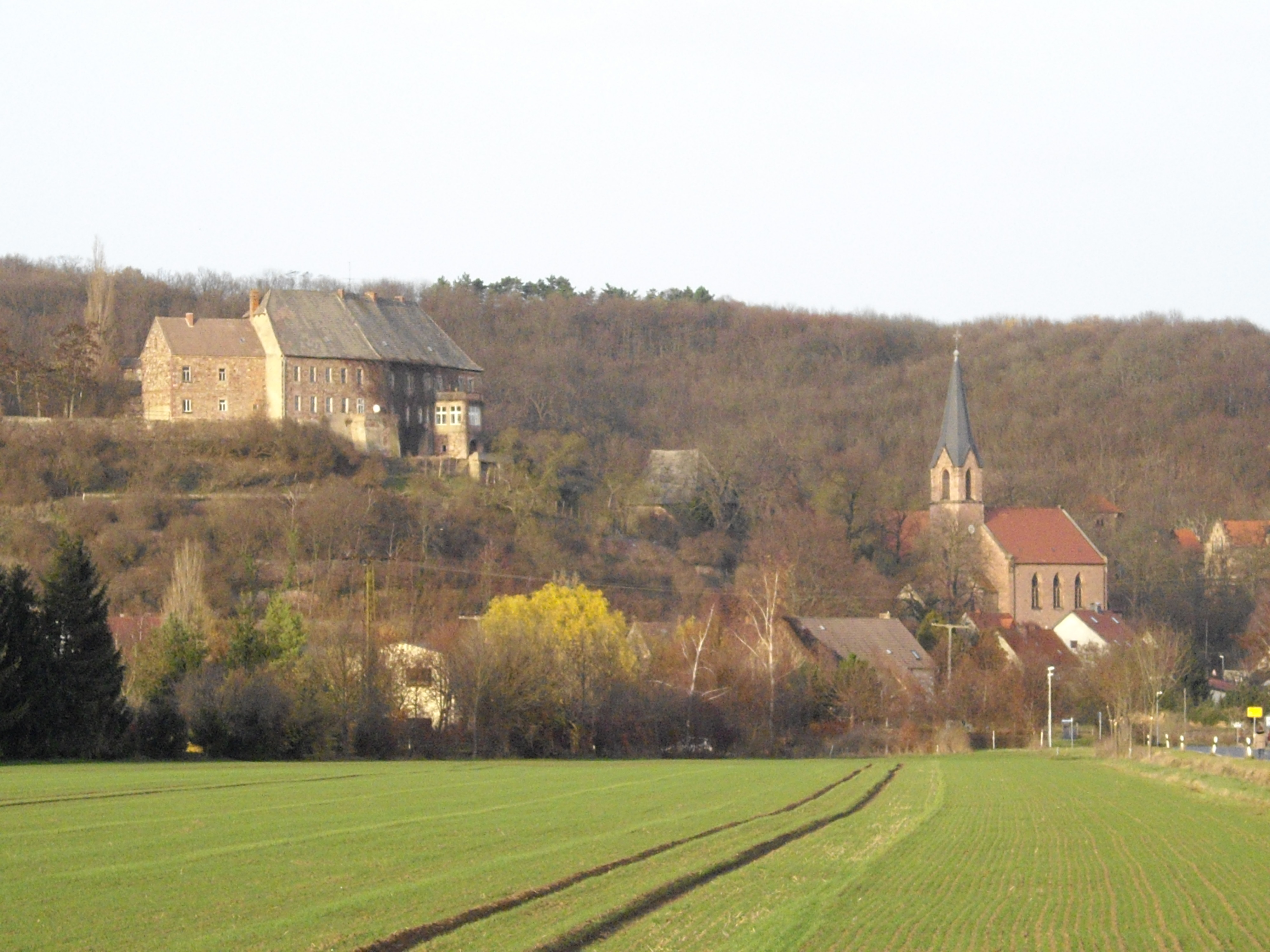
Friedeburg (Saale)

Die Ursprünge der Familie lassen sich bis zur Mitte des 11. Jahrhunderts zurückverfolgen. 1053 erschien Siegboth Steube in einer Urkunde des Pfalzgrafen Friedrich von Sachsen. Er bezeugte darin die Übertragung des Klosters Gottes Eck an das Erzbistum Bremen.
Im Jahre 1260 erschienen Heinrich Steube und 1262 Volcmarus Stouve, noch ohne standesgemäße Nennung, urkundlich. 1271 trat Volkmar als Zeuge des Edelherren von Barby, jetzt schon milites (lat. Ritter) genannt, auf. 1283 wurde er in einer Urkunde im Gefolge des Grafen von Friedeburg erwähnt.
1321 wurde Thidericus Stoibe in Vredeberch (Friedeburg) erstmals als Lehnsmann der Grafen von Mansfeld genannt. Als Ritter und Vasallen der Mansfelder Grafen saßen die Herren von Steuben jahrhundertelang auf Schloss Friedeburg und in Gerbstedt. Im 17. und 18. Jahrhundert gehörten auch Tresewitz bei Gerbstedt und Schnaditz (heute ein Ortsteil von Bad Düben) zu ihren Stammsitzen.
Im 13. Jahrhundert teilte sich das Geschlecht in zwei Linien. Die ältere zu Gerbstedt erlosch bereits um 1600. Die jüngere Linie, mit unter anderen Friedeburg, Tresewitz, Schnadnitz und Gerbstedt durch Erbgang begütert, erlangte großen Einfluss, vor allem auf militärischem Gebiet.

## Wappen
Das Wappen ist von Blau und Silber gespalten, darüber ein roter Schrägrechtsbalken. Auf dem bekrönten Helm ist rechts ein blaues und links ein silbernes Büffelhorn, jedes mit einem roten Schrägbalken belegt. Die Helmdecken sind links blau-silbern und rechts rot-silbern.

## Ehemalige Besitzungen

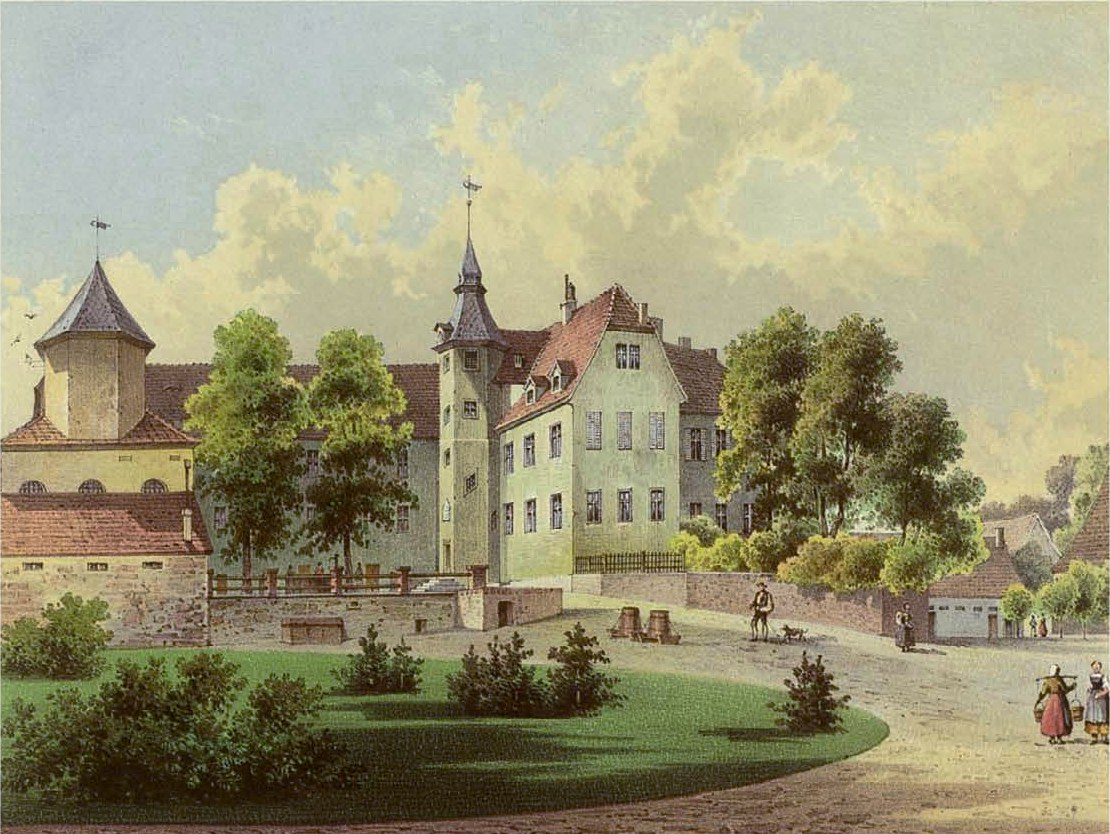
Rittergut Gerbstedt um 1860

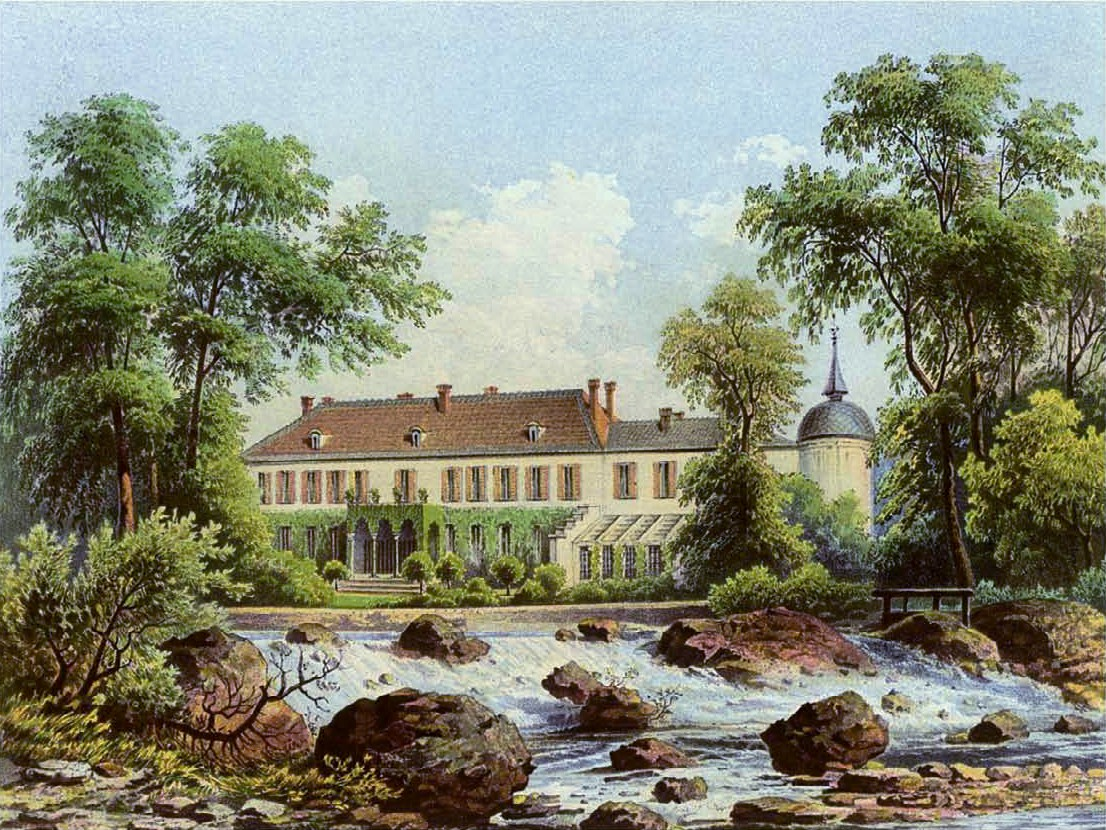
Klostergut Wendhusen in Thale um 1860

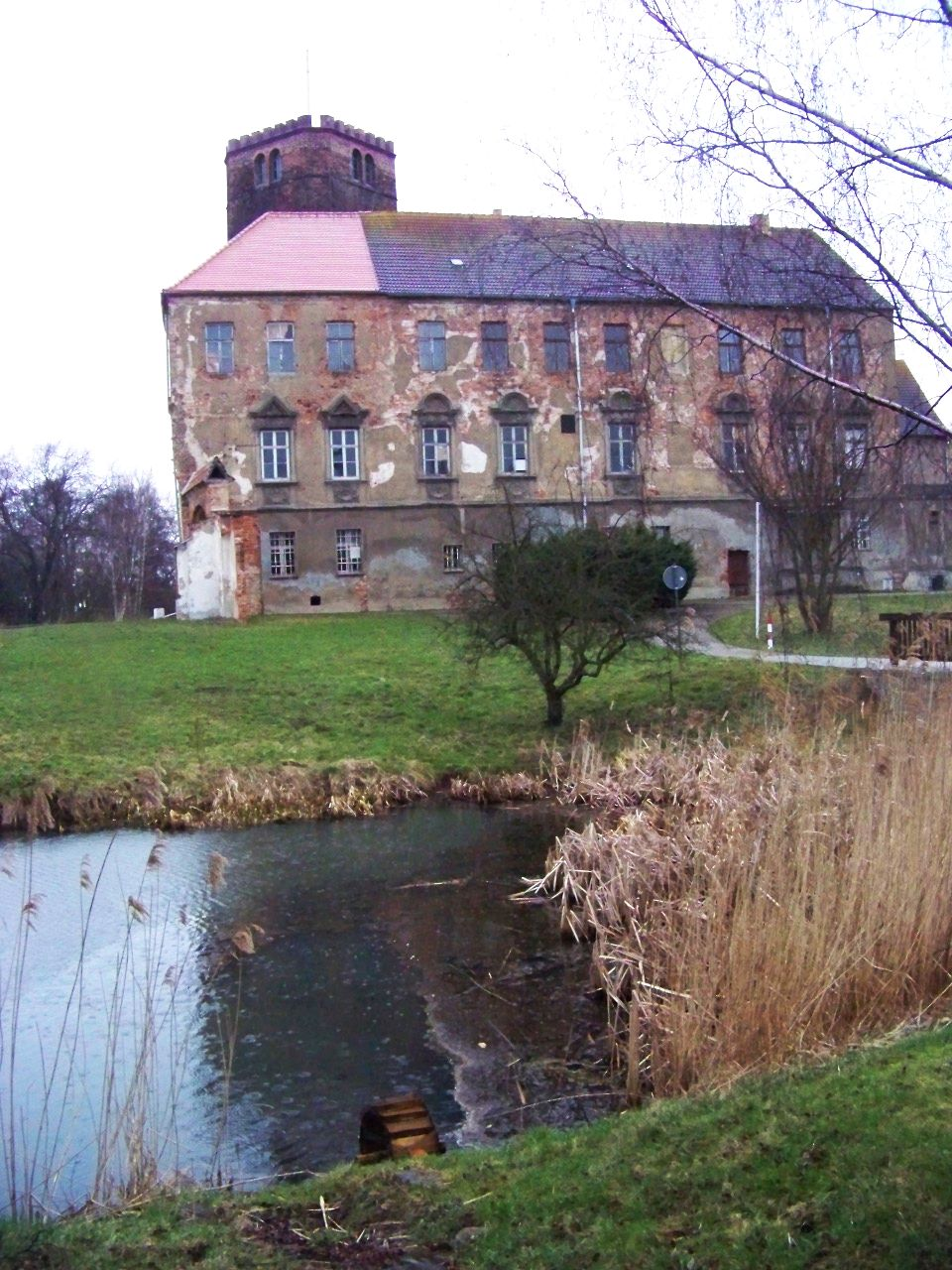
Schloss Schnaditz

- Burg Friedeburg (Saale) (Landkreis Mansfeld-Südharz / Sachsen-Anhalt), 1262–1721
- Schloss Hohenthurm (Saalekreis / Sachsen-Anhalt), 1398–1418
- Rittergut Gerbstedt (Landkreis Mansfeld-Südharz / Sachsen-Anhalt), 1442–1738
- Klostergut Wendhusen (Landkreis Harz / Sachsen-Anhalt), 1562–1723
- Schloss Schnaditz (Landkreis Nordsachsen / Sachsen), 1678–1757
- Gut Helmshagen (Landkreis Vorpommern-Greifswald / Mecklenburg-Vorpommern), 1919–1943

## Bekannte Familienmitglieder
- Carl Wilhelm von Steuben (1788–1856), französischer Historienmaler
- Arndt von Steuben (1826–1900), preußischer Generalmajor
- Kuno von Steuben (1855–1935), preußischer General der Infanterie
- Anton von Steuben (1858–1928), preußischer Generalmajor
- Eugen von Steuben (1843–1907), preußischer Generalmajor
- Hans Eberhard von Steuben (1929–2008), Professor für klassische Archäologie

## General Friedrich Wilhelm von Steuben
Die Verwandtschaft des berühmten nordamerikanischen Generalmajors Friedrich Wilhelm von Steuben (1730–1794) mit dem Mansfelder Uradelsgeschlecht ist in der Genealogischen Forschung umstritten. Im Gothaischen Genealogischen Taschenbuch der Adeligen Häuser (Teil B. Jg. 27. 1935), S. 557 wird dazu ausgeführt: „Das Geschlecht Steube(n) stammt aus der Gegend des mittleren Werratals (Name hier seit 1427 ständig vorkommend) und beginnt die sichere Stammreihe mit Klaus Steube, 1595--1635, Müller in Heldra, wo ein bürgerlicher Sippenzweig noch jetzt im Mannesstamme blüht. Augustin Steube, Heldra 1661, &#134; Brandenburg a. d. H. 11. Januar 1738, zuletzt O.-Prediger in Brandenburg, erscheint seit 1708 als »von Steube(n)«, welcher Name, von seiner Nachkommenschaft als »adeliger« geführt, in Preußen und Dänemark nicht beanstandet wurde. Das Wappen ist gleich dem der mansfeldischen uradeligen von Steuben, mit denen ein genealogischer Zusammenhang nicht nachweisbar ist.“ Danach ist der deutsche Kamerad General George Washingtons bürgerlicher Herkunft und sein Adel allein aus einem gewissen Gebrauchsrecht herzuleiten.
In zahlreichen anderen Quellen wird der amerikanische General dagegen als Spross des von Steubenschen Uradelsgeschlechts ausgewiesen. 1982 stellte auch der Berliner Historiker Theodor Albrecht die bürgerliche Abstammungstheorie wieder infrage. Begründung: Im Gegensatz zu allen anderen Kindern des Ludwig Steube seien die Geburtsdaten seines „Sohnes“ Augustin in den Kirchenbüchern der reformierten Gemeinden Treffurt, Heldra und Altenburschla nicht verzeichnet, die Verwandtschaft mit dem Heldraer Pachtmeier Ludwig Steube urkundlich nicht nachweisbar und wissenschaftlich nicht zu belegen. Die Zugehörigkeit zum Steubenschen Uradelsgeschlecht leite sich dagegen zweifelsfrei von der Ahnenreihe der Mutter des Generals, Marie Justine von Jagow ab. Ihre väterliche Linie weist gleich mehrere direkte Vorfahren des Christoph Otto von Steuben auf: Seine Urgroßmutter (Magdalena von Jagow, 1525–1585), seinen Urgroßvater in der zweiten Generation (Hans von Jagow auf Aulosen) und in der dritten Generation (Asmus von Jagow auf Aulosen). Ebenso die müttererliche Ahnenreihe des Christoph Liborius von Steuben: Seine Urgroßmutter in der zweiten Generation (Armgard von Jagow) und seinen Urgroßvater in der dritten Generation (Dietrich von Jagow). Der von Steubensche Blutsanteil des Generals liege dadurch bei mindestens 32,25 Prozent, seine Verwandtschaft mit dem mansfeldischen Uradelsgeschlecht damit eindeutig belegt.